# Hein Hoop
Hein Hoop (* 27. Dezember 1927 in Gråsten, Dänemark; † 25. Mai 1986 in Büttel-Eck) war ein deutscher Schriftsteller und Künstler.

## Leben und Werk
Hoop erlernte das Holzbildhauerhandwerk und studierte Kunst in den USA an der Montana State University – Bozeman. Am Deich von Katingsiel errichtete er sich auf der Halbinsel Eiderstedt aus einer alten Kate eine Künstlerklause und aus dem daneben liegenden Schafstall eine Galerie. Heute befindet sich in diesem Anwesen das Lina Hähnle Haus, in welchem das NABU Naturzentrum Katinger Watt untergebracht ist. Hier war er als Bildhauer, Maler, Grafiker, Dichter, Liedermacher, Aktionskünstler und Autor – zum Beispiel für die Münchner Lach- und Schießgesellschaft und Pardon – tätig. Den überwiegenden Teil seiner größtenteils satirischen Textwerke verfasste er auf plattdeutsch. Mehrere seiner Texte wurden von Knut Kiesewetter, Hannes Wader, Lonzo Westphal, Fiede Kay, Volker Lechtenbrink und Liederjan vertont.
Hoop sah sich als Erfinder der „Wattenkunst“, die er seit 1964 als eine Variante der Land Art praktizierte. 1972 inszenierte er unweit seines Wohnhauses die Wattenmeer-Olympiade als Protest gegen die Olympischen Spiele in München. Statt um tausendstel Sekunden sollte es um „Spielwitz, Situationskomik, Originalität und Eleganz“ gehen. Später entwickelte sich daraus die „Wattolümpiade“ in der Nähe von Brunsbüttel. Bekannt wurde Hoop durch seine Performances, unter anderem durch das Aufforsten des Wattenmeeres mit Eichenskulpturen, mit dem „Öl-Pestival“ und seine Installation „Gezeitentür“, von der mehrere Fernsehsender berichteten und die 2007 Hoop zu Ehren vom „Wattikan“ auf dem „Wattkampfgelände“ bei Brunsbüttel wiederholt wurde. Zu seinen Aktionen zählte auch sein satirischer Vorschlag zur Entlastung der Hochschulen: der unbesetzte „Leerstuhl für Wattologie“. Hoop schuf unter anderem mannshohe Phallus-Holzplastiken, erotische Radierungen und Buchillustrationen.
Hoop sah sich lebend und schreibend dem schwedischen Liederdichter Carl Michael Bellman verwandt. Sein Bellman-Buch Der Tod ist doch ein böser Bär hatte er Hannes Wader gewidmet. Er erlebte nicht mehr, dass Hannes Wader 1996 zusammen mit Klaus Hoffmann und Reinhard Mey unter dem Titel Liebe, Schnaps, Tod – Wader singt Bellman eine CD mit seinen Bellman-Übertragungen veröffentlichte. Man fand Hoop, der herz- und lungenkrank war, am 25. Mai 1986 tot in seinem zwischen Husum und seinem Haus an der B 5 abgestellten Auto.

## Zitat
„Carl Michael Bellman, stört es dich, / Daß wir dich noch verlegen? / He, gamla svenska, hörst du mich? / Läßt sich’s da drüben leben? // Sitzt Ulla Winblad dir zur Seit? / Ist sie noch quick und munter? / Hast du die Hand auf ihrem Kleid? / Vielleicht sogar darunter?“

## Werke

### Buchveröffentlichungen
- Aktionen im Watt. Segebrecht, Marne 1984, ISBN 3-923774-09-5.
- Grimmige Märchen. In Hoch- und Plattdeutsch. Zusammen mit Henning Venske. Erweiterte 2. Auflage, Verlag Davids-Drucke, Celle 1981, ISBN 3-921860-10-5.
- Käpten Kidd. Lieder und Shanties. Mit Illustrationen. Davids Drucke, Celle 1977, ISBN 3-921860-06-9.
- De Landkommun. Plattdeutsche Komödie mit Gesang in 3 Akten. Eidam-Verlag, Tönning 1979.
- Carl Michael Bellman; Hein Hoop: Der Tod ist doch ein böser Bär. Ausgewählte Lieder in hoch- und niederdeutschen Nachdichtungen. Verlag Davids Drucke, 1978, ISBN 3-921860-04-0.
- Reimlichkeiten. Eidam-Verlag, Tönning 1978.
- Lisa, Gudrun, Freya, alle hin, auweia. Satirische Bretterlieder. Struck, Hamburg 1978.
- De See is frie. Nüe plattdütsche Leder. ISBN 3-88042-029-7.
- Bänkeltexte.  Galerie am Eiderdamm, Katingsiel-Eiderstedt 1975.

### Aktionen, Medien
- Gezeitentür. Performance-Aktion (1972) an der Nordseeküste am Eiderdamm. Eine im Watt installierte Tür wurde durch die Flut geöffnet und durch die Ebbe wieder geschlossen. Die Performance wurde vom NDR dokumentiert.
- Trutz Blanker Hohn. Ein Friesical von Henning Venske und Hein Hoop. Musik von Lonzo Westphal. Pläne, 1979, Langspielplatte.
- Nordfriesische Mittelstreckenrakete „Kating 1“.